# زغبورة معذبة
زغبورة معذبة (الاسم العلمي:Stigmella torminalis) هي نوع من الحشرات تتبع جنس الزغبورة من فصيلة السليلات.